# Dolmen von Fuente del Corcho
 Der Dolmen von Fuente del Corcho (dt. Dolmen des Korkbrunnens) ist ein Megalithkomplex wenige Kilometer südlich von Belmez in der Provinz Córdoba in Spanien. Er ist mit der Kupfersteinzeit (spanisch Edad del Cobre) verbunden und einer der wenigen, die einer akkuraten archäologischen Ausgrabung unterzogen wurden.
Der Dolmen besteht aus dem Gang und der Kammer. Die Ausgrabungen, die 2005 unter der Leitung von Beatriz Gavilán durchgeführt wurden, waren auf Aktivitäten von 1988 zurückzuführen, die zur Zerstörung der Nordseite des Hügels führten, der die Megalithstruktur bedeckte. Ein Bagger verursachte die Verschiebung mehrerer Blöcke von ihrem ursprünglichen Platz. Trotz früher erfolgter Beraubung war es möglich, Rückschlüsse auf die Keramik-, Knochen- und Steinindustrie während der Nutzung zu ziehen. 
Der auffälligste Aspekt des Dolmens ist die Existenz einer großen Zahl von gravierten schematischen Zeichen, die aus breiten und schmalen, mehr oder weniger geraden Linien und Schälchen bestehen. Diese folgen scheinbar einem bestimmten Muster, manchmal mit merkwürdigen Assoziationen, deren Interpretation unsicher ist.